# イローヴリャ川
イローヴリャ川（イローヴリャがわ、ロシア語: Иловля）はロシアのサラトフ州とヴォルゴグラード州を流れる、ドン川の支流である。全長358km、流域面積9250k㎡、ドン川の左岸（東側）に流れ込む。
12月初めから3月終わりにかけて凍結する。一方、夏にはいくつかの淵ができる。古代にはイローヴリャ川の河口は、現代のカムイシンにあたる所にあった。また、ヴォルガ川への連水陸路があった。16世紀から18世紀にかけて、イローヴリャ川の河口とヴォルガ川を運河でつなぐ計画が立てられていた。
イローヴリャ川は、ヴォルガ川から数kmの所を、ヴォルガ川に並行するように、北東から南西に向かって流れている。行政区域でいえば、サラトフ州南部のカラスノアルメイスク地区、ヴォルゴグラード州のアリハーウスク地区、イラグリーンスク地区などを流れ、川と同名のイローブリャ都市型集落のあたりでドン川に合流する。合流地点はドン川の河口から604kmの地点である。
主な支流にはシィリャン川(ru)、アリホーフカ川(ru)などがある。